# Abacetus iricolor
Abacetus iricolor là một loài bọ chân chạy thuộc phân họ Pterostichinae. Loài này được Andrewes mô tả lần đầu năm 1936.